# 小子部
 小子部（ちいさこべ）とは、少年を組織し、宮門護衛や宮中での雑務、あるいは雷神制圧を任務としたと思われる職業部（品部）。

## 概要
職掌・実態について謎が多い部であるが、加藤謙吉は、少子部蜾蠃（ちいさこべ の すがる）という人物の伝承にポイントがあるのではないか、と主張している。
『新撰姓氏録』山城国諸蕃の秦忌寸の本系には、雄略天皇の命令で小子部雷（ちいさこべ の いかずち）が他氏に奪われた泰の民を捜し集めたと記されている。「雷」は、少子部蜾蠃の名前で知られている。
『日本書紀』巻第十四の記述によると、雄略天皇は后妃に桑を摘ませて養蚕をすすめようとした。そのために、側近の蜾蠃に日本中の蚕を集めさせた。ところが、蜾蠃は「蚕」（こ）を「子」と誤って、赤子を集めて天皇に献上したという。天皇は大笑いをして、蜾蠃に彼が集めた子供の養育を命じたため、それが「少子部（小子部）」の名の由来となっている。『新撰姓氏録』左京皇別上条の「少子部宿禰」の本系にも同様の記述が見られる。
「蜾蠃」とは「似我蜂」を意味する語である。『詩経』には、ジガバチが桑の中に存在する螟蛉（青虫）の子を取って、自分の子として育てるという詩が存在するのだが、そこから連想して「蜾蠃」という名前がつけられたと考えられる。
また、『書紀』や『日本霊異記』の記述によると、それぞれ内容は異なるが、三輪山の雷にまつわる説話も伝えられている。
さらに、前述の『新撰姓氏録』の記事や、同じ雄略天皇の秦酒公の太秦（禹豆麻佐）の姓にまつわる記事から、秦氏との関連性も見て取ることができる。加藤謙吉は、「くわばらくわばら」というまじないの文句は、大陸より伝来した桑樹を神聖視する呪術的な信仰が半島を経て、日本に伝来したのではないか、と述べている。
上記のことから、大王に近侍する少年男子の一群の存在が推定される。すなわち「小子部」は少年にまつわる部であり、将来の軍事力である少年男子を養成・管理して大王に近侍した伴造と考えられる。加えて「雷」にもかかわりがあるものと想定され、幼児を伴なって、宮廷での避雷の呪術の祭祀をする部であったことも窺われる。
なお、「小子部」という名称からは「侏儒」（こびと）を連想する向きもあるが、「侏儒」の訓は「ひきひと」であり、「ちいさこべ」とは異なる。
藤原宮や平城宮の門号に小子部門とあったのは、少子部氏がこの門を担当していたからであり、宮門護衛も「小子部」の重要な職務であった。平城宮跡からは「小子門」と記した木簡が発見されている。ただし、のちに「的門（いくはもん）」と改名されており、担当が少子部氏から的氏にかわったことが分かる。
また、宮内省の宮中の雑務を担当する主殿寮（とのもりりょう）殿部（とのべ）は、少子部氏の職務を継承したとみられる子部氏が所属していた。その役職は「火炬小子」（ひたきのわらわ）・「火炬童女」（ひたきのおみなご）を統率するものであり、『延喜式』巻五斎宮・巻三十六主殿寮によると、山城国葛野郡の秦氏の小子・童女が働いていたことが分かる。